# Pussycat Meow
A Pussycat Meow az amerikai Deee-Lite house formáció 1992-ben megjelent 3. és egyben utolsó kislemeze az Infinity Within albumról. A dal az US Dance lista 6. helyéig jutott.[forrás?] A "Kiscica nyávogás" című dal nem aratott túl nagy sikert, csupán a klubokban játszották.

## Tracklista
12"  U.S Elektra – 0-66331
- Pussycat Meow (The Meow Mix) - 4:56
- Pussycat Meow (Murk Boys Miami Mix) - 4:39
- Pussycat Meow (The Pussy Power Remix) - 6:04
- Pussycat Meow (Infinity Extended Mix) - 5:35
- Pussycat Meow (Murk Bonus Dub) - 1:53

## Közreműködő Művészek

### Remix
- Mike "Tweekin" Rogers
- Super DJ Dmitri Brill
- Murk Boys
- Oscar Gaetan
- Ralph Falcon

### Producer
- Deee-Lite